# رودريغو أليندرو
رودريغو جيرمان أليندرو (بالإسبانية: Rodrigo Germán Aliendro)‏ (ولد في 16 فبراير 1991 في ميرلو) وهو لاعب كرة قدم أرجنتيني يلعب حاليا كلاعب وسط لنادي أتليتيكو توكومان في دوري الدرجة الأولى الأرجنتيني.

## وصلات خارجية
- رودريغو أليندرو على موقع قاعدة بيانات كرة القدم.إي يو (الإنجليزية)
- رودريغو أليندرو على موقع Soccerway.com (الإنجليزية)
- Rodrigo Aliendro profile on Soccerway's website